# محمد السيد
محمد السيد عبد المطلب (بالإنجليزية: Mohamed El Sayed Abdulmotaleb) سوداني الاصل من منطقة اشكان (المحس) (مواليد 27 يناير 1987 في قطر) لاعب كرة قدم قطري دولي يجيد اللعب في خط الهجوم.

## مسيرة اللاعب
لعب في نادي أم صلال ونادي الجيش ونادي الخور ونادي الشمال.

## روابط خارجية
- محمد السيد على موقع ناشيونال فوتبول تيمز (الإنجليزية)